# Hypolepis coerulescens
Hypolepis coerulescens là một loài dương xỉ trong họ Dennstaedtiaceae. Loài này được A.Biswas mô tả khoa học đầu tiên năm 1985.
Danh pháp khoa học của loài này chưa được làm sáng tỏ. 